# Garovaglia eberhardtii
Garovaglia eberhardtii är en bladmossart som beskrevs av During 1977. Garovaglia eberhardtii ingår i släktet Garovaglia och familjen Pterobryaceae. Inga underarter finns listade i Catalogue of Life.